# Мезон Ермес
Мезон Ермес (на френски: Maison Hermès) е административно-търговска сграда, проектирана от архитектурното бюро на Ренцо Пиано. Разположена е в Гинза – скъп търговски район в Токио, Япония.
Зданието е изградено, за да приюти централната администрация и магазини на японския филиал на френската луксозна модна марка „Hermès“, част от империята на Jean-Louis Dumas.

## Описание
Сградата на „Hermès“ се намира на ъгъла на „Харуми Дори“ и „Сони Дори“ в сърцето на района Гинза. Обектът заема цялата площ на тесен, издължен краен парцел с размери 12 на 45 метра. Долепен е на калкан към съседната сграда. Проектът е решен на 3 подземни и 12 надземни етажа с височина 50 метра и разгъната застроена площ от 6000 квадратни метра. В първите четири надземни нива и първото подземно ниво са разположени търговските площи. В горните етажи са разположени: дизайнерско ателие, офиси и музей, на последните нива над който е поместена покривна градина. В сградата има и връзка с токийското метро.
Мезон Ермес изпъква със забележимо присъствие в сгъстената урбанистична среда на японската столица. В средата на дългата фасада е прокаран шлиц (ниша) по цялата височина, разделящ обема на две части, изпълнени фасадно изцяло със ситен растер от стъклени квадратни блокчета. Това решение създава индивидуалността на сградата, силно отчетлива, както през деня така и с ефектното осветление нощем. Блокчетата, с размери 45/45 сантиметра, са специално разработени от Пиано и фабриката за стъклени изделия „Vetroarredo“ във Флоренция. Монтирани са в стоманена скара, позволяваща изместване с по 4 мм, предвид земетръсната зона, в която се намира страната.

## Изгледи
|  |  | фасадният шлиц |  |
|  |  | -------------- |  |
|  |  |                |  |